# ヤシの木に降る雪
『ヤシの木に降る雪』（ヤシのきにふるゆき、原題: Palmeras en la nieve、英題: Palm trees in the snow）は、フェルナンド・ゴンサレス・モリナ監督による2015年のスペインの映画作品である。
本作は日本国内で劇場公開されなかったが、ネットフリックスによる配信が行われている。

## あらすじ
1954年、スペインの植民地赤道ギニア。キリアンはフェルナンド・ポー農場で赤道ギニア人達の上官として働く。そこで出会った赤道ギニア人看護婦のダニエラ・ビシラと秘密の恋人になる。そして2003年、父ハコボの死をきっかけにキリアンの姪クラレンスが赤道ギニアを訪れ自分のルーツを探す。

## キャスト
- キリアン - マリオ・カサス
- クラレンス - アドリアーナ・ウガルテ
- フリア - マカレナ・ガルシア
- ハコボ - Alain Hernández
- ビシラ - Berta Vázquez
- ダニエラ - ライア・コスタ